# مرد و زن (فیلم ۱۹۱۹)
فیلم مذکر و مؤنث یا مرد و زن (به انگلیسی: Male and Female) ساخته کارگردان بزرگ آمریکایی، سیسیل ب دومیل هست که به صورت صامت در سال ۱۹۱۹ ساخته شده‌است.
این فیلم مانند دیگر فیلم‌های او نگاه ویژه‌ای دین و هنر دارد.
این فیلم بر اساس نمایش نامه‌ای به اسم کرایتن شایسته ساخته شده‌است. از بازیگران این فیلم می‌توان به گلوریا سوانسون و توماس میگان اشاره کرد. در این فیلم که قسمت اعظمی از آن شامل هنر می‌شود از اشعار بزرگان زیادی استفاده شده‌است که برای نمونه می‌توان به هنری لانگ‌فلو، شعر یورش به طره اثر الکساندر پوپ و رباعیات خیام که دو بار به آن ارجاع شده‌است.
خلاصه داستان فیلم
فیلم در مورد خانواده پولداری به اسم «لوم» هست که زیردستان خود را کوچک شمرده و دست بر قضا با تعدادی از پیش خدمت‌های خود در یک جزیره دور دست‌گیر افتاده و جای ارباب و نوکر عوض می‌شود، همچنین فیلم اشاره‌ای به عشق بین دو قشر ارباب و نوکر نیز دارد.